# Pour le peuple
Le parti Pour le peuple (en slovaque : Za ľudí) est un parti politique centriste slovaque, fondé en septembre 2019 par l'ex-président Andrej Kiska. Le parti est classé au centre, voire au centre droit,. 

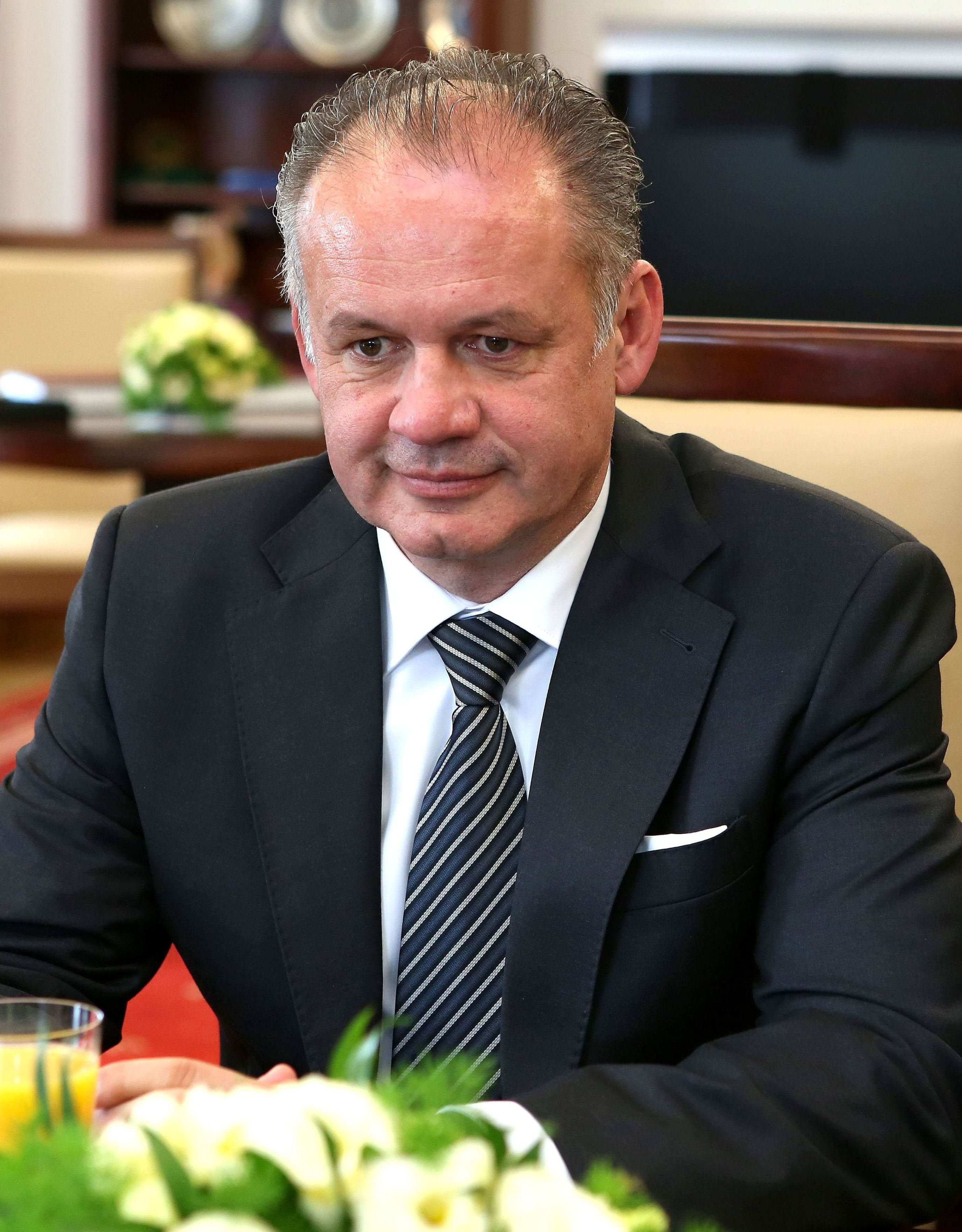
Andrej Kiska

Le parti arrive septième en termes de suffrages aux législatives de février 2020 pour lesquelles il concourt pour la première fois et totalise 12 sièges au Congrès national.

## Dirigeants
|   | Portrait | Nom               | Début            | Fin         | Durée                    |
| - | -------- | ----------------- | ---------------- | ----------- | ------------------------ |
| 1 |          | Andrej Kiska      | 2 septembre 2019 | 8 août 2020 | 11 mois et 6 jours       |
| 2 |          | Veronika Remišová | 8 août 2020      | en cours    | 4 ans, 7 mois et 6 jours |

## Résultats

### Élections législatives
| Année | Voix            | %               | Rang            | Élus     |
| ----- | --------------- | --------------- | --------------- | -------- |
| 2020  | 166 325         | 5,77            | 7e              | 12 / 150 |
| 2023  | Au sein d'OĽaNO | Au sein d'OĽaNO | Au sein d'OĽaNO | 1 / 150  |

### Élections européennes
| Année | %    | Sièges | Position |
| ----- | ---- | ------ | -------- |
| 2024  | 1,99 | 0 / 15 | 9e       |